# Australia en los Juegos Olímpicos de Melbourne 1956
Australia estuvo representada en los Juegos Olímpicos de Melbourne 1956 por un total de 298 deportistas que compitieron en 19 deportes.  
El portador de la bandera en la ceremonia de apertura fue el remero Mervyn Wood.

## Medallistas
El equipo olímpico australiano obtuvo las siguientes medallas:
| Nombre | Deporte           | Competición              |
| --- | ----------------- | ------------------------ |
| Oro |                   |                          |
| Betty Cuthbert | Atletismo         | 100 m F                  |
| Betty Cuthbert | Atletismo         | 200 m F                  |
| Shirley Strickland | Atletismo         | 80 m vallas F            |
| Norma Croker Betty Cuthbert Fleur Wenham Shirley Strickland                                                                 | Atletismo         | 4 × 100 m F              |
| Ian Browne Anthony Marchant                                                                                                 | Ciclismo en pista | Tándem M                 |
| Jon Henricks | Natación          | 100 m libre M            |
| Murray Rose | Natación          | 400 m libre M            |
| Murray Rose | Natación          | 1500 m libre M           |
| David Theile | Natación          | 100 m espalda M          |
| John Devitt Jon Henricks Kevin O'Halloran Murray Rose                                                                       | Natación          | 4 × 200 m libre M        |
| Dawn Fraser | Natación          | 100 m libre F            |
| Lorraine Crapp | Natación          | 400 m libre F            |
| Lorraine Crapp Dawn Fraser Faith Leech Sandra Morgan                                                                        | Natación          | 4 × 100 m libre F        |
| Plata |                   |                          |
| Chilla Porter | Atletismo         | Salto de altura M        |
| Graham Gipson Kevan Gosper Leon Gregory David Lean                                                                          | Atletismo         | 4 × 400 m M              |
| John Devitt | Natación          | 100 m libre M            |
| John Monckton | Natación          | 100 m espalda M          |
| Lorraine Crapp | Natación          | 100 m libre F            |
| Dawn Fraser | Natación          | 400 m libre F            |
| Stuart MacKenzie | Remo              | Scull ind. (M1x) M       |
| John Scott Rolland Tasker                                                                                                   | Vela              | Sharpie 12 m² M          |
| Bronce |                   |                          |
| Hector Hogan | Atletismo         | 100 m M                  |
| John Landy | Atletismo         | 1500 m M                 |
| Allan Lawrence | Atletismo         | 10 000 m M               |
| Marlene Mathews | Atletismo         | 100 m F                  |
| Marlene Mathews | Atletismo         | 200 m F                  |
| Norma Thrower | Atletismo         | 80 m vallas F            |
| Kevin Hogarth | Boxeo             | Wélter (67 kg) M         |
| Richard Ploog | Ciclismo en pista | Scratch M                |
| Gary Chapman | Natación          | 100 m libre M            |
| Faith Leech | Natación          | 100 m libre F            |
| Walter Brown Dennis Green                                                                                                   | Piragüismo        | K2 10 000 m M            |
| Murray Riley Mervyn Wood | Remo              | Doble scull (M2x) M      |
| Michael Aikman Angus Benfield David Boykett Bryan Doyle Harold Hewitt James Howden Walter Howell Garth Manton Adrian Monger | Remo              | Ocho con timonel (M8+) M |
| Douglas Buxton Devereaux Mytton Alexander Sturrock                                                                          | Vela              | 5.5 Metre M              |